# Айканчево
Айка́нчево (Испече́ково) — бывшая деревня в Кривошеинском районе Томской области.

## География
Деревня располагалась на территории современного Кривошеинского сельского поселения на левом берегу Оби между 1091—1092 км по фарватеру, в 4,5 км по прямой к северу от села Жуково, в 11 км от села Кривошеино. На картах XX в. отмечается Айканчевский яр.

## История
Исторический населённый пункт южных селькупов (предположительно, группа пайкум или тюйкум) — юрты Анканчевы / Айканчевы / Испечековы. Коренные жители — селькупы Айканчевы, Испечековы.
В 1740 г. поселение состояло из 6 хозяйств (юрт).
В 1859 г. юрты состояли из 4 хозяйств, насчитывали 12 жителей.
В 1897 г.: 8 хозяйств — 6 селькупов, 26 русских и 2 карагасов. Населённый пункт относился к Больше-Провской инородческой волости со значительным селькупским населением.
В начале 20 века деревня Айканчево входила в состав Амбарцевской инородной волости Томского уезда Томской губернии. Жители деревни относились к Кривошеинскому приходу с церковью во имя Всемилостливого Спаса (Спасской) 5-го благочиния Томской епархии в селе Кривошеино. На 1911 г. в деревне имелось 19 дворов, 96 жителей.
На 1920 г. в Айканчево — 26 дворов, 132 жителя. На 1926 г. деревня Айканчево Жуковского сельсовета Кривошеинского района Томского округа Сибирского края насчитывала 31 двор, 153 жителя.
Решением № 187 Томского облисполкома от 20 июля 1972 г. деревня Айканчево исключена из учётных данных в связи с выездом жителей в другие населённые пункты.

## Население
| 1859 | 1897 | 1911 | 1920 | 1926 | 1939 | 1951 |
| ---- | ---- | ---- | ---- | ---- | ---- | ---- |
| 12   | ↗34  | ↗96  | ↗132 | ↗153 | ↗285 | ↘135 |
| 1959 | 1970 |      |      |      |      |      |
| ↘110 | ↘32  |      |      |      |      |      |